# ノルマン様式建築

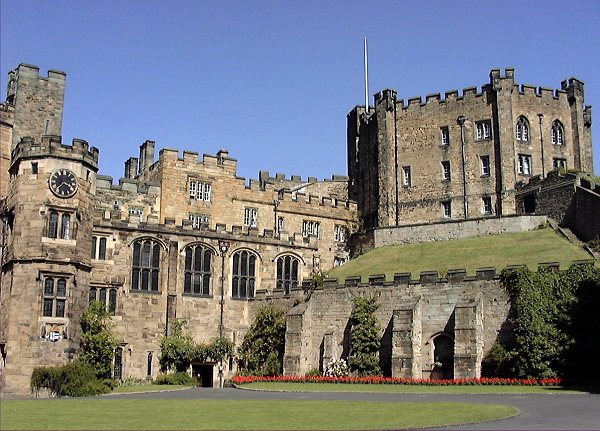
ダラム城（ イングランド）

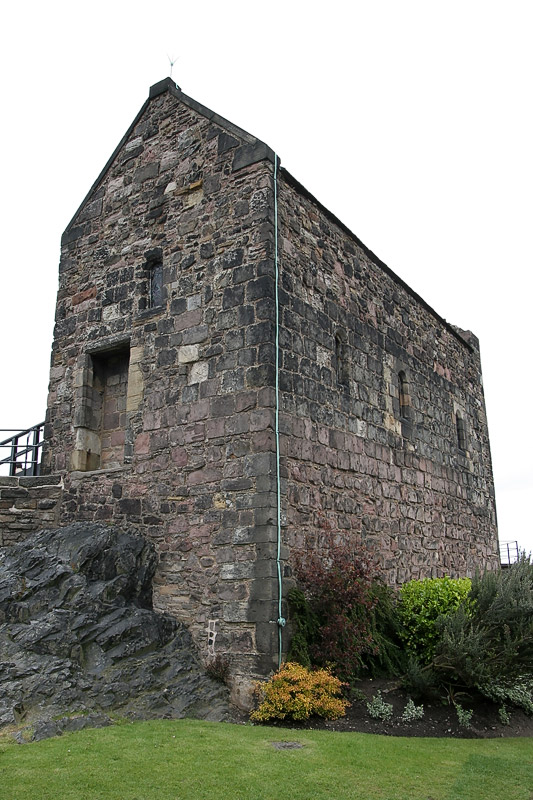
聖マーガレット教会（ スコットランド）

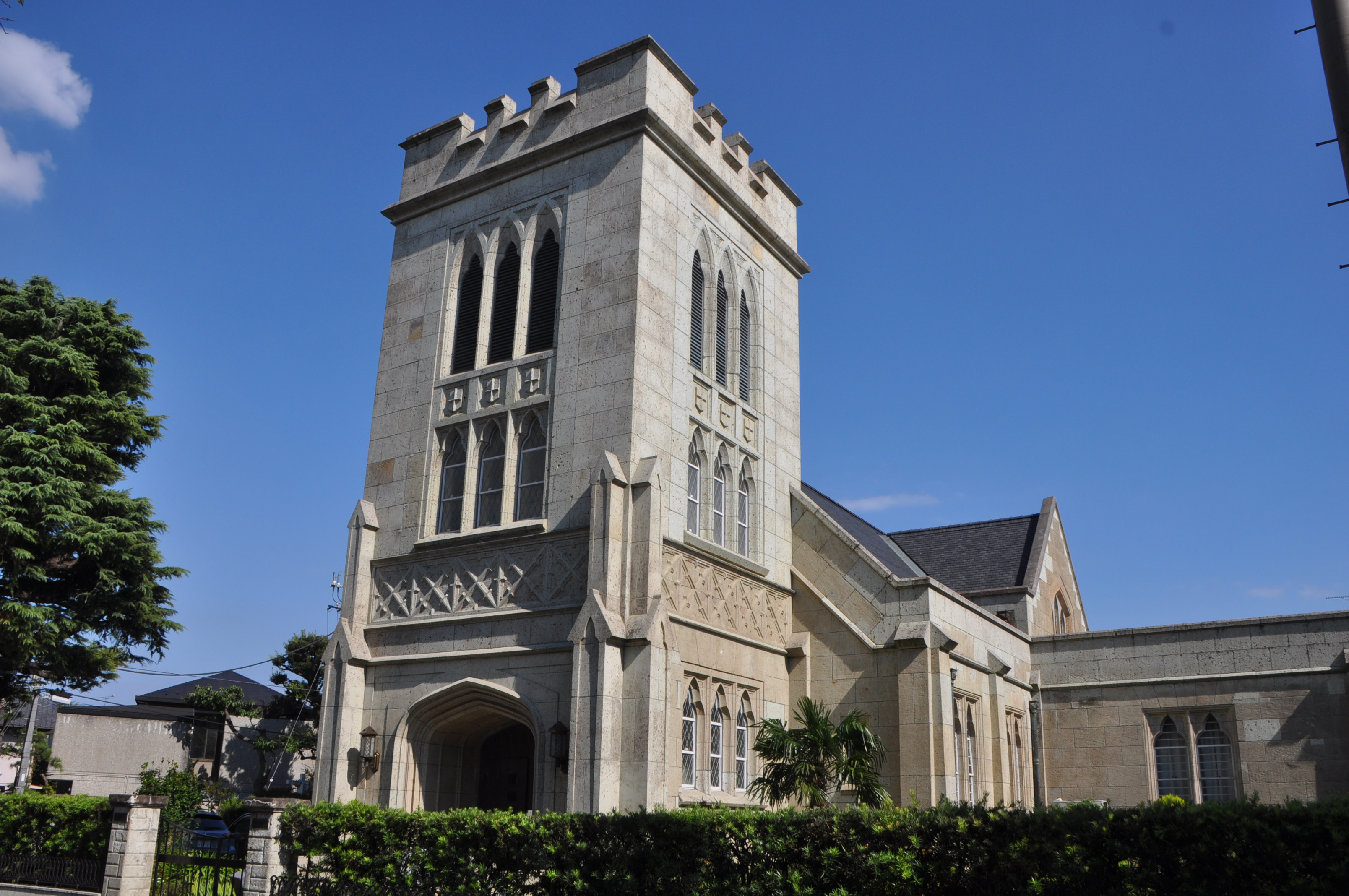
横浜山手聖公会

ノルマン様式建築（ノルマンようしきけんちく、英文名称：Norman Architecture）は11～12世紀、ノルマン王朝の時代のイギリス・ロマネスクの建築様式。交差ヴォールト、リブ・ヴォールトなどを生み出し、その後に続くゴシック様式にも強い影響を与えた。パーペンディキュラーゴシックはその重要な構成要素である。
ノルマン風建築、アングロ・ノルマン建築、ノルマン様式とも呼ばれる。

## 概要
ノルマン様式建築はノルマン風建築、アングロ・ノルマン建築などとも呼ばれ、ロマネスク建築に属する建築様式に分類され、11世紀に起こったノルマン人のイングランド王国占領ころから発達した建築様式なのでそう呼ばれている。通常巨大で単純な石造りで、外部の装飾は少なく、重厚さを感じさせる  。
ノルマン様式建築は、壁が厚く、柱が太い円柱であり、入り口や窓の上が半円形のアーチ状な特徴がある。前時代のサクソン様式建築と比べて建物が大きく、ステンドグラスが採用され、明かり窓の数も多く内部の明るさが増している。また、サクソン様式の木造屋根と違い、ノルマン様式では石造の天井が取り入れられており、交叉した半円形のアーチを連続させた支持力の高い構造となっている。ノルマン様式の寺院は城塞の建築様式に近く、武骨な外観の建物が多い。
イングランドの多くの大聖堂、修道院、その他建築物は初めこの様式に則って建てられ、いくつかは今もそのまま残り、もともとのフランス北部でもこの様式の建物があり、ノルマン人が進出したイタリア南部でもこの様式が採用された例があり、また日本でも近代になってこれに習って建てられた教会堂もある。

## ノルマン様式建築物の例
最初にノルマン様式で建築された寺院は、1060年にハロルド2世がエセックス州に建てたウォルサム・アビィである。
過去に建てられたまたは現在に残る建物で、全体にまたは一部にノルマン様式が採用された建築物は次の通り。

### イングランド
- ダラム城
- ウィンチェスター大聖堂
- グロスター大聖堂
- ダフィールド城
- ピーターバラ大聖堂
- ヨーク・ミンスター
- ダラム大聖堂
- セント・バーソロミュー・ザ・グレート

### スコットランド
- セント・マーガレット教会堂

### フランス
- モン・サン＝ミシェル

### イタリア
- ノルマンニ宮殿
- クーバ城

### 日本
- 横浜山手聖公会